# 水俣川
水俣川（みなまたがわ）は、熊本県南部を流れる水俣川水系の本流で、二級河川である。

## 地理
熊本県水俣市古里付近を源流を発し西流へ。水俣市葛渡と深川の境界から久木野川と合流し、南福寺と大園町の境界から湯出川と合流し、やがて八代海に注ぐ。河口付近の左岸にはJNC（旧チッソ）の水俣工場の産業廃棄物最終処分場である八幡プールに接している。

## 流域の自治体
熊本県
- 水俣市

河川管理者は、熊本県知事で河川管理課が担当している。

## 並行する交通
- 国道268号

## 支流
- 石坂川川
- 久木野川
  - 寒川川
  - 桜川
- 内野川
- 湯出川
  - 頭石川
  - 芦刈川
  - 鹿谷川
  - 茂川川

## 橋梁
- 新水俣橋 - 国道3号

## 周辺の施設
- 水俣市立葛渡小学校
- 水俣市立緑東中学校
- 水俣市立水俣第一中学校
- 水俣市立水俣第一小学校
- 水俣市役所
- 水俣市浄化センター(下水処理施設）

## 流域の観光地
- 日本一長い運動場 - 自転車歩行者専用道路
- 水俣城